# 全宋詩
《全宋诗》是北京大學古籍所编的宋朝詩歌總集，凡72册，3785卷。1986年开始出版，1998年全部出版。傅璇琮主编，《全宋诗》收九千余人诗作，字数近四千万。
《全宋诗》亦有不少失誤，例如卷169将《书酒家壁》、《春日游湖》收入范仲淹的作品，此乃宋元人范晞文之诗。卷174滕宗谅收录《赠妓兜娘》诗一首，此詩為张先作品。《全宋诗》卷402陈舜俞（？～1075）小傳之生卒年誤考，陈之生卒应补正為生於天圣四年（1026），卒於熙宁九年（1076）。《全宋诗》卷3162收陈铸作品，但北宋與南宋皆有陈铸其人，二人混為一談。《全宋诗》卷73收北宋张维詩10首，接著又误收南宋同名作者张维之《次经略舍人韵》等3詩；《全宋诗》卷3762收房灏《别西湖》诗，應是房皞作品。《全宋诗》未收刘仙伦作品，刘仙伦与刘过齐名，世称“二刘”。苏颂之父无锡县令苏绅与县尉窦总之交游诗《贺窦尉生子》二联，《全宋诗》亦未收。《舆地纪胜》、《方舆胜览》的辑佚詩大都失收。
《全宋诗》亦與《全唐诗》有大量重出、误收问题。例如《全宋诗》卷14收有南唐张佖诗20首，其中18首，实误收张泌诗。《全宋诗》卷960收李之仪《偶题六绝》六首，其中三首為张籍詩；卷2775收陈与行《句》其二：“霜间开紫蒂，露下发金英。”實乃《全唐诗》卷30收陈叔达《咏菊》之誤收；又如卷2050收徐珩《日暮望泾水》，是《全唐诗》卷44徐珩《日暮望泾水》之誤收；《全宋诗》卷1318收夏倪《句》其三：“天寒霜雪繁，游子有所之。”此詩實為杜甫之《赤谷》詩。《全宋诗》卷172收晏殊《社日》：“山郡多暇日，社时放吏归。……”，可见於《全唐诗》卷188收韦应物之《社日寄崔都水及诸弟群属》；《全宋诗》卷1660收曾幾《把酒思闲事二首》、卷1982卷收宋高宗赵构《题刘松年竹楼说听图》、卷2337收宋孝宗赵慎《题周文矩合乐士女图》，皆為白居易之詩。